# Kalimantsia
Kalimantsia — вимерлий халікотер з міоцену Болгарії, Європа. Він містить один вид, K. bulgarica.

## Опис
Каліманція названа на честь місцевості, де її виявили у 2001 році Гераадс, Спасов і Ковачев. Середовище існування було б досить відкритим, а рештки Каліманції супроводжуються рештками коней, ранніх оленів та різних хижих ссавців. Каліманція має більш коротку морду, ніж кінські форми решти халікотерій. Він також має куполоподібну голову, яка нагадувала б голову пахіцефалозаврів. Вважається, що самці часто змагалися, б'ючись головами один об одного. Зуби каліманції довгі та низькі, добре пристосовані для поїдання листя. Розмір: 3 м.